# Egueda
Egueda (en rus: Эгеда) és un poble del Daguestan, a Rússia, que en el cens del 2010 tenia 60 habitants. Pertany al districte rural de Gunib.